# Igor Grdina
Igor Grdina,  slovenski zgodovinar, literarni zgodovinar in libretist, * 21. avgust 1965, Celje.

## Življenjepis
Po končani gimnaziji v Celju je študiral zgodovino in slavistiko na Filozofski fakulteti Univerze v Ljubljani in leta 1988 diplomiral. Od leta 1989 do 2004 je bil zaposlen na Oddelku za slovanske jezike in književnosti Filozofske fakultete v Ljubljani, kjer je bil nazadnje redni profesor za starejšo in novejšo slovensko književnost. Eno leto je predaval tudi na Pedagoški fakulteti v Mariboru. Sedaj je znanstveni svetnik na Inštitutu za kulturno zgodovino ZRC SAZU, sodeluje z Inštitutom za civilizacijo in kulturo in kot redni profesor predava na programih Kulturna zgodovina in Interkulturni študiji – primerjalni študij idej in kultur na Univerzi v Novi Gorici.
Doktoriral je iz slavistike in zgodovine, raziskovalno pa se ukvarja predvsem z zgodovino starejše slovenske književnosti, s kulturno zgodovino in politično zgodovino 19. stoletja. Za monografijo Ipavci: zgodovina slovenske meščanske dinastije je leta 2002 prejel nagrado klio, leta 2009 pa zlati znak ZRC SAZU za izjemno raziskovalno delo na področju slovenske zgodovine, kulturne zgodovine in slovenske književnosti. Napisal, prevedel in na novo spesnil je tudi nekaj libretov za opere in operete, med njimi novi libreto za opereto Princesa Vrtoglavka Josipa Ipavca (1997) in opero Majda Marjana Kozine (1999). Dejaven je kot publicist.
Politično se je angažiral pred lokalnimi volitvami leta 2006, ko je bil med pobudniki Zbora za Ljubljano, ki je v Ljubljani za župana neuspešno kandidiral Franceta Arharja.  Večkrat je sodeloval z Zborom za republiko in bil med drugim med podpisniki spomenice, ki je pred referendumu o arbitražnem sporazumu o meji med Slovenijo in Hrvaško pozvala h glasovanju proti potrditvi sporazuma.

## Dela

### Znanstveni teksti
- Igor Grdina, Starejša slovenska nabožna književnost, 2. izd., Ljubljana, 1996; (COBISS)
- Od Brižinskih spomenikov do razsvetljenstva, Maribor, 1999; (COBISS)
- in Peter Štih, Spomini Helene Kottanner, Ljubljana, 1999; (COBISS)
- Od rodoljuba z dežele do meščana, Ljubljana, 1999; (COBISS)
- Vladarji, lakaji, bohemi, Ljubljana, 2001;
- Ipavci : zgodovina slovenske meščanske dinastije, 2. pregledana izd., Ljubljana, 2002;
- Poti v zgodovino: tri razprave (z dodatkom), Šentjur, 2003;
- Slovenci med tradicijo in perspektivo: Politični mozaik 1860-1918, Ljubljana, 2003;
- Non finito [Šentjur], 2004;
- Preroki, doktrinarji, epigoni: idejni boji na Slovenskem v prvi polovici 20. stoletja, Ljubljana, 2005;
- Med dolžnostjo spomina in razkošjem pozabe: kulturnozgodovinske študije, Ljubljana, 2006;
- Moč umetnosti in sila politike, Ljubljana, 2007. ISBN 978-961-6554-15-2
- Svetovna vojna ob Soči. Zv. 1: Evropski zaplet. Ljubljana, 2009. ISBN 978-961-242-260-8
- Ivan Hribar: "jedini resnični radikalec slovenski". Ljubljana, 2010. ISBN 978-961-254-207-8
- Sfinga brez uganke. Ljubljana, 2010. ISBN 978-961-6580-81-6
- Proti nezgodovini. Ljubljana, 2014. ISBN 978-961-6554-29-9
- Vedno znova Tannenberg. Ljubljana, 2015. ISBN 978-961-6554-33-6
- Knjiga o Malgaju. Ravne na Koroškem, 2016. ISBN 978-961-285-181-1
- Slovenski Mozart. Ljubljana, 2021. ISBN 978-961-284-759-3
- Prešeren, politika in poezija: znanstvena monografija s faksimili iz Prešernove zapuščine, 2023

### Operna in operetna besedila
- Viktor Parma: Stara pesem, Carične amazonke, Zlatorog
- Marjan Kozina: Majda
- Josip Ipavec: Princesa Vrtoglavka